# Батрадь
Ба́традь (укр. Батрадь, венг. Bótrágy) — село в Батьевской поселковой общине Береговского района Закарпатской области Украины.

## История
В 1989 году здесь были построены ясли-детсад на 50 мест.
Население по переписи 2001 года составляло 1846 человек.